# San José Villarreal
San José Villarreal är en ort i Mexiko.   Den ligger i kommunen Terrenate och delstaten Tlaxcala, i den sydöstra delen av landet, 130 km öster om huvudstaden Mexico City. San José Villarreal ligger 3 077 meter över havet och antalet invånare är 1 444.
Terrängen runt San José Villarreal är huvudsakligen kuperad, men österut är den bergig. San José Villarreal ligger uppe på en höjd. Runt San José Villarreal är det ganska tätbefolkat, med 239 invånare per kvadratkilometer. Närmaste större samhälle är Terrenate, 6,7 km söder om San José Villarreal. Omgivningarna runt San José Villarreal är en mosaik av jordbruksmark och naturlig växtlighet.